# De Oye
Hoeve De Oye is een oude boerderij gelegen in de Wilpse klei, een laaggelegen uiterwaardengebied in Nederland tussen de Veluwse bandijk en de IJssel, gelegen ten oosten van het Gelderse dorpje Wilp. Deze voorheen aan de adel toebehorende hoeve bestaat ten minste sinds de 16e eeuw, toen het door een strang van het dorp gescheiden was. Het gebouw is sindsdien diverse verbouwingen ondergaan. Heden dient het de akkerbouw en herbergt het muziekoefenruimtes. 

## Oorsprong naam
De naam van de hoeve is een karakterisering van de locatie waarin de hoeve zich in de 16e eeuw bevond: 'Oye' was een Middelnederlands woord dat verwees naar een weide aan een rivier of, uitgebreider, een eiland gevormd door een rivier; uiterwaard; of weiden nabij een rivier. Zoals blijkt uit de kaart uit 1551 lag de hoeve inderdaad langs een rivier, de strang van de Oude IJssel. De strang bestaat niet meer en de voormalige loop ervan is heden herkenbaar aan een boomsingel.  Het is mogelijk dat, door de ligging van deze strang ten opzichte van de IJssel, zich een langgerekt eiland tussen de rivieren heeft gevormd. 

## Geschiedenis

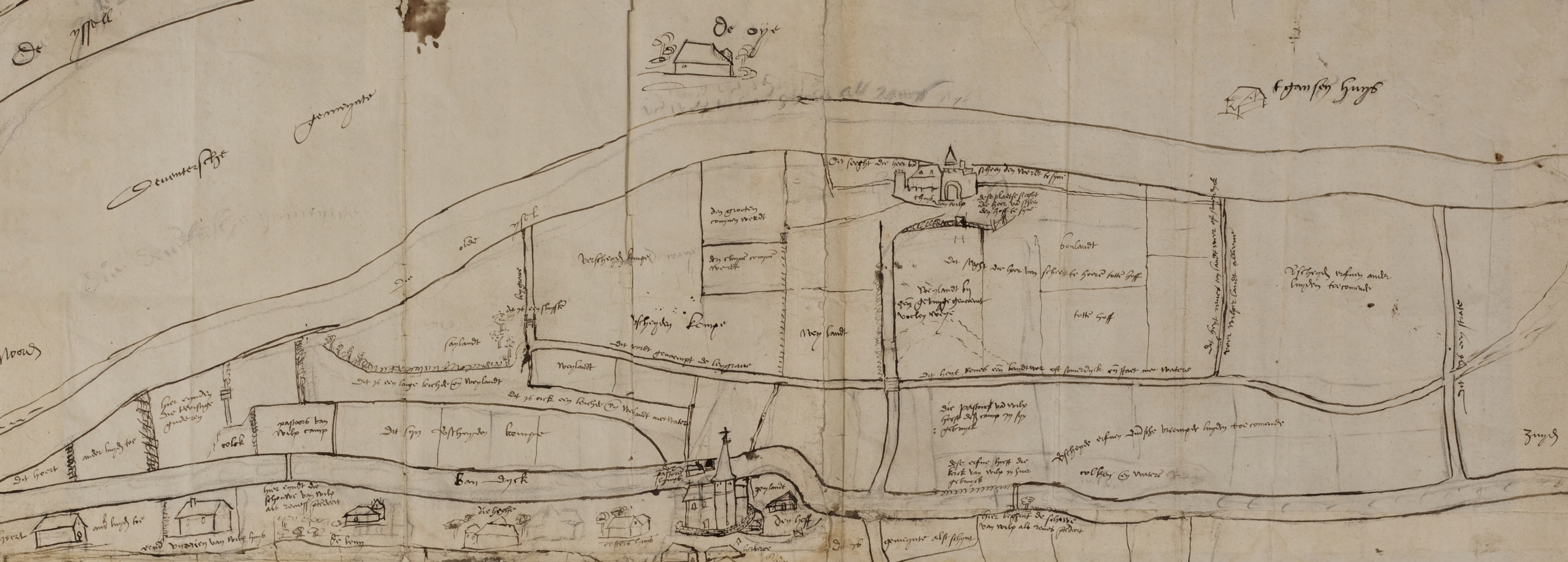
De Oye in de 16e eeuw toen het nog door een strang van Wilp gescheiden was.

Getuige merktekens in de eikenhouten ankergebinten dateert de boerderij uit de vroege 16e eeuw. Een kaart uit 1551 toont dat in die tijd een strang ten westen van de hoeve liep die de hoeve fysiek van het belendende Slot Wilp en het dorp scheidde. De boerderij behoorde toe aan het adellijke huis van Wilp. In 1630 werd het beleend middels zaadtienden. Het leensysteem ging in elk geval door tot 1678.

## Beschrijving
De Rijksdienst voor het Cultureel Erfgoed beschrijft De Oye als een bouwwerk onder rieten wolfsdak, waar zich in de oostelijke zijmuur laat-middeleeuws metselwerk bevindt en in de voorgevel vensters met 20-ruitsschuiframen. Er bevindt zich tevens een stenen schuur met rieten wolfsdak die in de eerste helft van de 19e eeuw onder handen is genomen, getuige een sluitsteen in de achtergevel met het jaartal 1836. De rechterschuur op het terrein is een overdekte vaaltstal en valt niet onder de monumentenstatus.
De voorgevel bevat een zeldzaam detail: aan beide zijden is een kleine tand gemaakt ter hoogte van het raamkozijn, om het vlechtwerk door te laten lopen. Ook bevindt zich er een thans zeldzaam ranke gietijzeren ventilatierozet, die gediend heeft als luchttoevoer voor het open vuur bij de haardplaat.

### Historische ontwikkeling
In 1811 bevatte de boerderij nog een soort spieker of endskamer voor het hallenhuis. Het perceel bevatte toen ook twee hooischuren en een kleine naastgelegen schuur. In 1836 heeft zich een flinke verbouwing plaatsgevonden, waarbij een nieuwe buitenmuur geplaatst werd. Op basis van de toegepaste sporen is op te maken dat de gehele kap in 1850 is vervangen.
Heden zijn er geen onderdelen van de oude kapsporen of haanhouten meer, welke vermoedelijk van eikenhout waren. De schuur had aan twee zijden deuren en functioneerde derhalve als doorrijschuur, hetgeen typisch is voor de adel die het vermoedelijk gebruikte voor het in- en uitrijden met hun koets. Ook gebruikten de adel veelal zwaar ankergebint hout.
De functie van de nog bestaande middeleeuwse muur is onduidelijk, maar het is mogelijk dat het deel was van een versterkte spieker of boerderij. Het interieur van bedrijfsgedeelte is in de zestiger jaren grondig verbouwd van grupstal naar loopstal waarbij tussenmuren zijn doorgebroken waardoor de ruimtes van de deel, schuur en overdekte vaaltstal aan elkander zijn verbonden. In de vaaltstal werd toen een melkput gebouwd.